# 福克斯商学院
福克斯商学院 是一間位於密西沙加，安大略省，加拿大的私立商学院，提供包括文凭，证书，講座，工作室和定制公司培训的商业课程。 学院的校训是“盡善盡美”。

## 学术
学院为学生提供灵活的学习方法。没有最少學生報讀的要求，学院提供一對一课堂，没有任何额外的费用。教授和教师可以上門到学生的公司，学生居住的城市的酒店，当地图书馆，或任何适合学生的地方上課。学生还可以利用遙距教育，以便他们可以同时工作和学习。 学院将其研究领域分为四大类：会计，商业，语言和房地产。
会计：
- 财务分析
- 国际财务报告准则 - 国际财务报告准则
- 管理会计

商业：
- 商法
- 创业
- 管理
- 营销
- 专业销售

语言：
- 商务英语
- 以英語為第二語言或外語
- 法律英语

房地产
- 风水
- 商业租赁
- 租赁审核
- 物业管理

## 认证
福克斯商学院是北美洲唯一一家提供房地产租赁审计课程的商学院，他们的一些课程通过加拿大租赁审计师协会 学术豁免。
学院是安大略注册保险经纪人（RIBO）的认可课程提供学院。他们一些课程获得RIBO主要经纪人或持牌个人的继续教育资格要求。它也曾經是安大略省房地产理事会被认可教育提供者为在安大略注册的房地产代理提供继续教育。
该学院是根据私人职业学院法的法律免除注册要求。
该学院通过加拿大就业及社会发展部; 一些课程有资格获得学费税收抵免。
政府要求私人职业学院教师的最低资格是48个月的职业教育经验（没有任何学术要求）。该学院則要求所有的教授和教师擁有与他们教授的领域相关的硕士学位，或者是学士学位再加有關的专业資格。

## 联系
该学院是第一个TOLES 考试中心，并为TOLES基本，TOLES高等和TOLES高级考试提供课程。
该学院与约克教育（香港）学院 合作，在香港提供房地产文凭课程。

## 争议
2009年初，其中一位共同创始人羅建文建议，"付款"也应该是营销组合的要素之一，福克斯商学院成为促进“付款“作为营销组合最新元素的倡导者。 这个建议成为在大学教授和营销领域中的一个有争议议题。 一些人认为付款应该是“业务过程”的一部分，而一些人则认为它实际上是从“分销”產生的。 支持者认为付款在营销中起着至关重要的作用，因为交易的方便性和安全性对销售产品和服务至关重要，尤其是在这个网络时代。

## 吉祥物
学院吉祥物是机器狐狸;一个可以说人类语言的狐狸形状的机器人。机器人狐狸的颜色是蓝色的黄色的眼睛，因为学院的颜色是蓝色和黄色。机器狐狸的标志是一个狐狸头在蓝色与黄色的眼睛和一个微芯片在其前额，以显示它是一个机器人。